# Santi patroni cattolici dei comuni del Veneto
Lista di santi patroni cattolici di comuni del Veneto:

## Provincia di Belluno
| - Belluno: San Martino di Tours. - Agordo: Santi Pietro e Paolo. - Alleghe: San Biagio. - Arsiè: Santa Maria Assunta. - Auronzo di Cadore: Santa Giustina di Padova. - Borca di Cadore: San Simone Apostolo. - Calalzo di Cadore: San Biagio. - Canale d'Agordo: San Giovanni Battista. - Castellavazzo: Santi Quirico e Giulitta. - Cencenighe Agordino: Sant'Antonio abate. - Cesiomaggiore: Santa Giuliana di Nicomedia. - Chies d'Alpago: San Lorenzo martire. - Cibiana di Cadore: San Lorenzo martire. - Colle Santa Lucia: Santa Lucia. - Comelico Superiore: Santa Maria Assunta. - Cortina d'Ampezzo: San Filippo apostolo e San Giacomo il Minore. - Danta di Cadore: San Rocco. - Domegge di Cadore: San Giorgio. - Falcade: San Sebastiano. - Farra d'Alpago: San Filippo apostolo e San Giacomo il Minore. - Feltre: Santi Vittore e Corona. - Fonzaso: Natività della Beata Vergine Maria. - Gosaldo: Maria SS. Addolorata. - La Valle Agordina: Nostra Signora della Neve e San Michele Arcangelo. - Lamon: Santi Pietro e Paolo. - Lentiai: Madonna del Carmine. - Limana: san Valentino. - Livinallongo del Col di Lana: San Giacomo Maggiore. - Longarone: Santa Maria Immacolata. - Lorenzago di Cadore: Santi Ermacora e Fortunato. - Lozzo di Cadore: San Lorenzo martire. - Mel: Maria SS. Annunziata. - Ospitale di Cadore: Natività della Beata Vergine Maria. | - Pedavena: San Giovanni Battista. - Perarolo di Cadore: San Nicolò. - Pieve d'Alpago: Sant'Anna. - Pieve di Cadore: Natività della Beata Vergine Maria. - Ponte nelle Alpi: Natività della Beata Vergine Maria. - Puos d'Alpago: San Bartolomeo apostolo. - Rivamonte Agordino: Sant'Antonio di Padova. - Rocca Pietore: Santa Maria Maddalena. - San Gregorio nelle Alpi: San Gregorio Magno. - San Nicolò di Comelico: San Nicolò. - San Pietro di Cadore: Santa Lucia. - San Tomaso Agordino: San Tommaso apostolo. - San Vito di Cadore: San Vito di Lucania. - Santa Giustina: Santa Giustina di Padova. - Santo Stefano di Cadore: San Giovanni Battista. - Sappada: Santa Margherita di Antiochia. - Sedico: Maria SS. Annunziata. - Selva di Cadore: San Lorenzo martire. - Seren del Grappa: Madonna del Voto. - Setteville: Sant'Antonio abate (Alano di Piave), Maria SS. Annunziata (Quero) e San Leonardo di Noblac (Vas) - Sospirolo: San Pietro apostolo. - Soverzene: San Lorenzo martire. - Sovramonte: San Rocco. - Taibon Agordino: San Cornelio e San Cipriano di Cartagine. - Tambre: Santi Ermacora e Fortunato. - Trichiana: San Felice di Nola. - Val di Zoldo: San Floriano. - Vallada Agordina: San Simone e San Giuda Taddeo. - Valle di Cadore: San Martino di Tours. - Vigo di Cadore: San Martino di Tours. - Vodo di Cadore: Santa Lucia. - Voltago Agordino: Santi Vittore e Corona. - Zoppè di Cadore: Sant'Anna. |

## Provincia di Padova
| - Padova: sant'Antonio di Padova, santa Giustina, san Prosdocimo e san Daniele di Padova. - Abano Terme: San Lorenzo Martire. - Agna: San Lorenzo Martire. - Albignasego: San Tommaso Apostolo. - Anguillara Veneta: Sant'Andrea Apostolo. - Arquà Petrarca: Santissima Trinità. - Arre: Maria SS. Assunta. - Arzergrande: Santa Maria Annunziata. - Bagnoli di Sopra: San Michele Arcangelo. - Baone: San Lorenzo Martire. - Barbona: San Michele Arcangelo. - Battaglia Terme: San Giacomo apostolo. - Boara Pisani: Nostra Signora della Neve. - Borgoricco: San Leonardo di Noblac. - Borgo Veneto: Visitazione della Beata Vergine Maria. - Bovolenta: San Gabriele arcangelo. - Brugine: Santissimo Salvatore. - Cadoneghe: Sant'Andrea Apostolo. - Campo San Martino: San Martino di Tours. - Campodarsego: San Martino di Tours. - Campodoro: Santa Margherita di Antiochia. - Camposampiero: Sant'Antonio di Padova. - Candiana: San Michele Arcangelo e San Leonardo di Noblac. - Carmignano di Brenta: Maria SS. Assunta. - Cartura: Maria SS. Assunta. - Casale di Scodosia: San Giorgio. - Casalserugo: Maria SS. Purificata. - Castelbaldo: San Prosdocimo. - Cervarese Santa Croce: sant'Antonio di Padova - Cinto Euganeo: Madonna Immacolata. - Cittadella: San Prosdocimo di Padova. - Codevigo: San Zaccaria profeta. - Conselve: San Lorenzo martire. - Correzzola: San Leonardo di Noblac. - Curtarolo: Madonna di Tessara. - Due Carrare: Visitazione della Beata Vergine Maria. - Este: Santa Tecla di Iconio. - Fontaniva: Beato Bertrando. - Galliera Veneta: Santa Maria Maddalena. - Galzignano Terme: Madonna del Rosario. - Gazzo: San Martino di Tours. - Grantorto: San Biagio. - Granze: Santa Cristina. - Legnaro: San Biagio. - Limena: Santi Felice e Fortunato. - Loreggia: San Rocco. - Lozzo Atestino: San Giuseppe. - Maserà di Padova: Natività della Beata Vergine Maria. - Masi: San Bartolomeo apostolo. - Massanzago: Sant'Alessandro di Bergamo. - Megliadino San Vitale: San Vitale. - Merlara: Natività della Beata Vergine Maria. | - Mestrino: San Bartolomeo apostolo. - Monselice: Tutti i Santi. - Montagnana: Maria SS. Assunta. - Montegrotto Terme: San Pietro apostolo. - Noventa Padovana: Santi Pietro e Paolo. - Ospedaletto Euganeo: Madonna del Tresto. - Pernumia: Santa Giustina di Padova. - Piacenza d'Adige: Sant'Antonio abate. - Piazzola sul Brenta: Natività della Beata Vergine Maria. - Piombino Dese: San Giuseppe. - Piove di Sacco: San Martino di Tours. - Polverara: San Fidenzio vescovo. - Ponso: Santa Marta di Betania. - Ponte San Nicolò: San Nicolò. - Pontelongo: Sant'Andrea apostolo. - Pozzonovo: Natività della Beata Vergine Maria. - Rovolon: Nostra Signora della Neve. - Rubano: Maria SS. Assunta. - Saccolongo: Maria SS. Assunta. - San Giorgio delle Pertiche: San Giorgio. - San Giorgio in Bosco: San Giorgio. - San Martino di Lupari: San Martino di Tours. - San Pietro Viminario: San Pietro apostolo. - San Pietro in Gu: San Lorenzo martire. - Sant'Angelo di Piove di Sacco: San Michele Arcangelo. - Sant'Elena: Sant'Elena Imperatrice. - Sant'Urbano: San Gaetano di Thiene. - Santa Caterina d'Este: San Giovanni Battista (Vighizzolo d'Este) e Santa Maria Annunziata (Carceri) - Santa Giustina in Colle: Santa Giustina di Padova. - Saonara: San Martino di Tours. - Selvazzano Dentro: San Michele Arcangelo. - Solesino: Maria SS. Assunta. - Stanghella: Santa Caterina d'Alessandria. - Teolo: Santa Maria, Madre della Chiesa. - Terrassa Padovana: Madonna della Misericordia. - Tombolo: Sant'Andrea apostolo. - Torreglia: Sacro Cuore di Gesù. - Trebaseleghe: Vergine Maria. - Tribano: San Martino di Tours. - Urbana: San Gallo eremita. - Veggiano: Sant'Antonio di Padova. - Vescovana: San Giovanni Battista. - Vigodarzere: San Martino di Tours. - Vigonza: San Sebastiano e Santa Margherita di Antiochia. - Villa Estense: Sant'Andrea apostolo. - Villa del Conte: Santa Giuliana di Nicomedia. - Villafranca Padovana: Sant'Antonio di Padova. - Villanova di Camposampiero: San Prosdocimo di Padova. - Vo': San Lorenzo Martire. |

## Provincia di Rovigo
| - Rovigo: San Bellino. - Adria: San Bellino. - Ariano nel Polesine: San Gaetano da Thiene. - Arquà Polesine: Sant'Andrea apostolo. - Badia Polesine: San Teobaldo di Provins. - Bagnolo di Po: San Gottardo. - Bergantino: San Giorgio. - Bosaro: San Sebastiano. - Calto: San Rocco. - Canaro: Santa Sofia. - Canda: San Michele Arcangelo. - Castelguglielmo: San Nicola di Bari. - Castelmassa: Santo Stefano Martire. - Castelnovo Bariano: Sant'Antonio di Padova. - Ceneselli: Maria SS. Annunziata. - Ceregnano: San Martino di Tours. - Corbola: Santa Maria Maddalena. - Costa di Rovigo: San Giovanni Battista. - Crespino: San Martino di Tours. - Ficarolo: Sant'Antonino di Apamea. - Fiesso Umbertiano: Natività della Beata Vergine Maria e San Carlo Borromeo - Frassinelle Polesine: San Bartolomeo apostolo. - Fratta Polesine: Santi Pietro e Paolo. - Gaiba: San Giuseppe. - Gavello: Madonna delle Grazie. - Giacciano con Baruchella: San Pietro da Verona. | - Guarda Veneta: San Domenico di Guzmán. - Lendinara: Beata Vergine del Pilastrello. - Loreo: Maria SS. Assunta. - Lusia: San Vito di Lucania. - Melara: San Materno. - Occhiobello: San Valentino. - Papozze: San Bartolomeo apostolo. - Pettorazza Grimani: Maria Addolorata. - Pincara: San Giovanni Battista. - Polesella: Madonna del Rosario. - Pontecchio Polesine: Sant'Andrea apostolo. - Porto Tolle: Sacro Cuore di Gesù. - Porto Viro: San Bartolomeo apostolo. - Rosolina: San Rocco. - Salara: San Valentino. - San Bellino: San Bellino. - San Martino di Venezze: San Martino di Tours. - Stienta: Santo Stefano Papa. - Taglio di Po: San Francesco d'Assisi. - Trecenta: San Giorgio. - Villadose: San Leonardo di Noblac. - Villamarzana: Santo Stefano Papa. - Villanova Marchesana: Maria SS. Assunta. - Villanova del Ghebbo: San Michele Arcangelo. |

## Provincia di Treviso
| - Treviso: San Liberale. - Altivole: San Michele Arcangelo. - Arcade: San Lorenzo martire. - Asolo: San Prosdocimo di Padova. - Borso del Grappa: Madonna del Carmine. - Breda di Piave: Conversione di San Paolo. - Caerano di San Marco: Madonna del Rosario. - Cappella Maggiore: Santa Maria Maddalena. - Carbonera: Santa Maria Assunta. - Casale sul Sile: San Vincenzo Ferreri. - Casier: San Teonisto e compagni martiri. - Castelcucco: San Giorgio. - Castelfranco Veneto: San Liberale. - Castello di Godego: Natività della Beata Vergine Maria. - Cavaso del Tomba: Madonna della Salute. - Cessalto: San Biagio. - Chiarano: San Bartolomeo apostolo. - Cimadolmo: San Silvestro Papa. - Cison di Valmarino: San Giovanni Battista. - Codognè: Sant'Andrea apostolo. - Colle Umberto: San Tommaso apostolo. - Conegliano: San Leonardo di Noblac. - Cordignano: San Pietro apostolo. - Cornuda: San Martino di Tours. - Crespano del Grappa: San Marco evangelista. - Crocetta del Montello: Sant'Andrea apostolo. - Farra di Soligo: Santo Stefano. - Follina: Pentecoste. - Fontanelle: Santi Pietro e Paolo. - Fonte: San Pietro apostolo e Nostra Signora del Monte Carmelo. - Fregona: San Martino di Tours. - Gaiarine: San Tommaso di Canterbury. - Giavera del Montello: San Giacomo il Maggiore. - Godega di Sant'Urbano: Santa Margherita d'Antiochia. - Gorgo al Monticano: Sant'Ippolito di Roma e San Cassiano di Imola. - Istrana: San Giovanni Battista. - Loria: San Bartolomeo apostolo. - Mansuè: San Mansueto di Toul. - Mareno di Piave: Santi Pietro e Paolo. - Maser: Conversione di San Paolo. - Maserada sul Piave: San Giorgio. - Meduna di Livenza: San Giovanni Battista. - Miane: Natività della Beata Vergine Maria. - Mogliano Veneto: Maria SS. Assunta. - Monastier di Treviso: San Valentino. - Monfumo: San Nicolò. - Montebelluna: Beata Vergine Immacolata. - Morgano: San Martino di Tours. | - Moriago della Battaglia: San Leonardo di Noblac. - Motta di Livenza: San Nicola di Mira. - Nervesa della Battaglia: San Gerolamo. - Oderzo: San Tiziano di Oderzo. - Ormelle: San Bartolomeo apostolo. - Orsago: San Benedetto da Norcia. - Paderno del Grappa: Annunciazione della Beata Vergine Maria. - Paese: San Martino di Tours. - Pederobba: Santi Pietro e Paolo. - Pieve di Soligo: Santa Maria Maddalena. - Ponte di Piave: San Tommaso di Canterbury. - Ponzano Veneto: San Gaetano di Thiene. - Portobuffolé: San Marco evangelista. - Possagno: San Rocco. - Povegliano: San Daniele profeta. - Preganziol: Sant'Urbano. - Quinto di Treviso: San Valentino. - Refrontolo: Santa Margherita d'Antiochia. - Resana: San Bartolomeo apostolo. - Revine Lago: San Matteo evangelista. - Riese Pio X: San Matteo evangelista. - Roncade: Natività della Beata Vergine Maria. - Salgareda: San Michele arcangelo. - San Biagio di Callalta: San Biagio. - San Fior: San Giovanni Battista. - San Pietro di Feletto: Santi Pietro e Paolo. - San Polo di Piave: Conversione di San Paolo. - San Vendemiano: San Vendemiale. - San Zenone degli Ezzelini: San Zenone. - Santa Lucia di Piave: Santa Lucia. - Sarmede: Sant'Antonio da Padova. - Segusino: Santa Lucia. - Sernaglia della Battaglia: San Valentino. - Silea: San Michele Arcangelo. - Spresiano: Madonna del Rosario. - Susegana: Maria SS. Ausiliatrice. - Tarzo: Purificazione di Maria. - Trevignano: San Valentino e Nostra Signora del Monte Carmelo. - Valdobbiadene: San Gregorio Magno. - Vazzola: San Giovanni Battista. - Vedelago: San Martino di Tours. - Vidor: San Giuseppe. - Villorba: San Sebastiano e San Fabiano Papa. - Vittorio Veneto: San Tiziano di Oderzo. - Volpago del Montello: Santa Maria Maddalena. - Zenson di Piave: San Benedetto da Norcia. - Zero Branco: Maria SS. Assunta. |

## Città metropolitana di Venezia
| - Venezia: san Marco Evangelista (e altri 24 copatroni). - Annone Veneto: san Vitale. - Campagna Lupia: san Pietro apostolo. - Campolongo Maggiore: santi Felice e Fortunato. - Camponogara: Santa Apollonia. - Caorle: santo Stefano protomartire. - Cavallino-Treporti: san Francesco d'Assisi. - Cavarzere: san Mauro di Parenzo. - Ceggia: san Vitale. - Chioggia: santi Felice e Fortunato. - Cinto Caomaggiore: san Biagio. - Cona: sant'Egidio abate e san Matteo evangelista. - Concordia Sagittaria: santo Stefano protomartire. - Dolo: san Rocco. - Eraclea: Maria SS. Assunta. - Fiesso d'Artico: san Carlo Borromeo. - Fossalta di Piave: santi Ermacora e Fortunato. - Fossalta di Portogruaro: san Zenone. - Fossò: san Bartolomeo apostolo. - Gruaro: san Giusto martire. - Jesolo: san Giovanni Battista. - Marcon: san Giorgio. - Martellago: Madonna del Rosario. | - Meolo: san Giovanni Battista. - Mira: san Nicolò. - Mirano: san Matteo evangelista. - Musile di Piave: san Valentino. - Noale: Madonna delle Grazie. - Noventa di Piave: san Mauro di Parenzo. - Pianiga: san Martino di Tours. - Portogruaro: sant'Andrea apostolo. - Pramaggiore: san Marco evangelista e san Giacomo Maggiore. - Quarto d'Altino: san Michele Arcangelo. - Salzano: san Bartolomeo apostolo. - San Donà di Piave: Madonna del Rosario. - San Michele al Tagliamento: san Michele Arcangelo. - San Stino di Livenza: Santo Stefano Protomartire. - Santa Maria di Sala: Natività della Beata Vergine Maria. - Scorzè: san Benedetto abate. - Spinea: santa Francesca Romana. - Stra: Natività della Beata Vergine Maria. - Teglio Veneto: san Giorgio. - Torre di Mosto: san Martino di Tours. - Vigonovo: Maria Ss. Assunta. |

## Provincia di Verona
| - Verona: san Zeno vescovo e san Pietro da Verona. - Affi: san Pietro apostolo. - Albaredo d'Adige: san Rocco. - Angiari: san Michele Arcangelo. - Arcole: san Giorgio. - Badia Calavena: san Vito e san Modesto. - Bardolino: san Nicolò. - Belfiore: Natività della Beata Vergine Maria. - Bevilacqua: sant'Antonio abate. - Bonavigo: san Giovanni Battista. - Boschi Sant'Anna: sant'Anna. - Bosco Chiesanuova: San Vitale - Bovolone: san Biagio. - Brentino Belluno: san Giovanni Battista. - Brenzone: san Giovanni Battista. - Bussolengo: san Valentino. - Buttapietra: Esaltazione della Santa Croce. - Caldiero: san Mattia e san Pietro apostolo. - Caprino Veronese: Maria Ss. Assunta. - Casaleone: san Biagio. - Castagnaro: san Nicola di Bari. - Castel d'Azzano: san Zeno vescovo. - Castelnuovo del Garda: Natività della Beata Vergine Maria. - Cavaion Veronese: san Giovanni Battista. - Cazzano di Tramigna: san Giorgio. - Cerea: san Zeno vescovo. - Cerro Veronese: sant'Osvaldo di Northumbria. - Cologna Veneta: Natività della Beata Vergine Maria. - Colognola ai Colli: san Biagio. - Concamarise: san Lorenzo martire. - Costermano: sant'Antonio abate. - Dolcè: santa Lucia. - Erbezzo: san Giacomo Minore e san Filippo apostolo. - Erbè: san Giovanni Battista. - Ferrara di Monte Baldo: santa Caterina d'Alessandria. - Fumane: san Zenone. - Garda: Maria Ss. Assunta. - Gazzo Veronese: san Tarcisio. - Grezzana: Madonna della Cintura. - Illasi: san Bartolomeo apostolo. - Isola Rizza: santi Pietro e Paolo. - Isola della Scala: san Giacomo apostolo. - Lavagno: san Pietro apostolo. - Lazise: san Martino di Tours. - Legnago: san Martino di Tours. - Malcesine: santi Benigno e Caro. - Marano di Valpolicella: santi Pietro e Paolo. - Mezzane di Sotto: Maria Ss. Assunta. - Minerbe: san Lorenzo martire. - Montecchia di Crosara: Madonna di Monte Berico. | - Monteforte d'Alpone: sant'Antonio abate. - Mozzecane: san Pietro apostolo. - Negrar: san Martino di Tours. - Nogara: Nostra Signora del Monte Carmelo. - Nogarole Rocca: san Lorenzo martire. - Oppeano: san Giovanni Battista. - Palù: san Zeno vescovo. - Pastrengo: san Gaetano di Thiene. - Pescantina: san Lorenzo martire. - Peschiera del Garda: san Martino di Tours. - Povegliano Veronese: san Martino di Tours. - Pressana: san Rocco. - Rivoli Veronese: sant'Isidoro l'Agricoltore. - Ronco all'Adige: Natività della Beata Vergine Maria. - Roncà: Santa Maria Annunziata - Roverchiara: san Zeno vescovo. - Roveredo di Guà: san Pietro apostolo. - Roverè Veronese: San Nicolò. - Salizzole: san Martino di Tours. - San Bonifacio: Natività della Beata Vergine Maria. - San Giovanni Ilarione: santa Caterina di Alessandria. - San Giovanni Lupatoto: san Giovanni Battista. - San Martino Buon Albergo: san Martino di Tours. - San Mauro di Saline: san Moro. - San Pietro di Morubio: san Gaetano di Thiene. - San Pietro in Cariano: san Pietro apostolo. - San Zeno di Montagna: san Zeno vescovo. - Sanguinetto: san Giorgio. - Sant'Ambrogio di Valpolicella: sant'Ambrogio da Milano. - Sant'Anna d'Alfaedo: sant'Anna. - Selva di Progno: Maria Ss. Assunta. - Soave: san Lorenzo martire. - Sommacampagna: sant'Andrea apostolo. - Sona: San Salvatore. - Sorgà: Natività della Beata Vergine Maria. - Terrazzo: Conversione di san Paolo. - Torri del Benaco: san Filippo Neri. - Tregnago: san Martino di Tours. - Trevenzuolo: santa Maria Maddalena. - Valeggio sul Mincio: san Giorgio. - Velo Veronese: san Giovanni Battista. - Veronella: Nostra Signora del Monte Carmelo. - Vestenanova: san Leonardo di Vandoeuvre. - Vigasio: san Michele Arcangelo. - Villa Bartolomea: san Bartolomeo apostolo. - Villafranca di Verona: santi Pietro e Paolo. - Zevio: santa Toscana. - Zimella: Natività della Beata Vergine Maria. |

## Provincia di Vicenza
| - Vicenza: Madonna di Monte Berico e san Vincenzo di Saragozza. - Agugliaro: san Bartolomeo apostolo. - Albettone: Natività della Beata Vergine Maria. - Alonte: san Biagio. - Altavilla Vicentina: Ss. Redentore e sant'Urbano. - Altissimo: san Nicola di Bari. - Arcugnano: santa Giustina di Padova. - Arsiero: san Michele Arcangelo. - Arzignano: Maria Ss. Addolorata. - Asiago: san Matteo evangelista. - Asigliano Veneto: san Martino di Tours. - Barbarano Mossano: Maria Ss. Assunta (Barbarano Vicentino), san Pietro apostolo (Mossano) - Bassano del Grappa: san Bassiano. - Bolzano Vicentino: santa Maria. - Breganze: Maria Ss. Assunta. - Brendola: san Rocco. - Bressanvido: Presentazione della Beata Vergine Maria. - Brogliano: san Martino di Tours. - Caldogno: san Giovanni Battista. - Caltrano: Maria Ss. Assunta e san Biagio. - Calvene: Annunciazione della Beata Vergine Maria. - Camisano Vicentino: san Nicola di Bari. - Campiglia dei Berici: san Pietro apostolo. - Carrè: Maria Ss. Assunta. - Cartigliano: san Simone apostolo e san Giuda Taddeo. - Cassola: san Marco evangelista. - Castegnero: san Giorgio. - Castelgomberto: santi Pietro e Paolo. - Chiampo: san Martino di Tours e Maria Ss. Assunta. - Chiuppano: san Michele Arcangelo. - Cogollo del Cengio: san Cristoforo. - Conco: Nostra Signora della Neve. - Cornedo Vicentino: san Giovanni Battista. - Costabissara: san Giorgio. - Creazzo: san Nicola di Bari. - Crespadoro: sant'Andrea apostolo. - Dueville: sant'Anna. - Enego: santa Giustina di Padova e san Giuseppe. - Fara Vicentino: san Giorgio. - Foza: Maria Ss. Assunta. - Gallio: san Bartolomeo apostolo. - Gambellara: san Pietro apostolo. - Gambugliano: santi Vito, Modesto e Crescenzia. - Grancona: san Pietro apostolo. - Grisignano di Zocco: Annunciazione della Beata Vergine Maria. - Grumolo delle Abbadesse: Maria Ss. Assunta. - Isola Vicentina: san Pietro apostolo. - Laghi: san Barnaba. - Lastebasse: san Marco evangelista. - Longare: san Michele Arcangelo. - Lonigo: Santissimo Redentore. - Lugo di Vicenza: san Giovanni Battista. - Lusiana: san Giacomo Maggiore. - Malo: Natività della Beata Vergine Maria. - Marano Vicentino: Annunciazione della Beata Vergine Maria. - Marostica: san Simeone. - Mason Vicentino: sant'Andrea apostolo. - Molvena: san Zenone. - Monte di Malo: Madonna del Carmine. | - Montebello Vicentino: Maria Ss. Assunta. - Montecchio Maggiore: san Vitale. - Montecchio Precalcino: santi Vito, Modesto e Crescenzia. - Montegalda: santa Giustina di Padova. - Montegaldella: san Michele Arcangelo. - Monteviale: Maria Ss. Assunta. - Monticello Conte Otto: santi Pietro e Paolo. - Montorso Vicentino: san Biagio. - Mussolente: santi Pietro e Paolo. - Nanto: Annunciazione della Beata Vergine Maria. - Nogarole Vicentino: san Simeone e san Giuda. - Nove: santi Pietro e Paolo. - Noventa Vicentina: santi Vito, Modesto e Crescenzia. - Orgiano: Maria Ss. Assunta. - Pedemonte: Maria Ss. Assunta. - Pianezze: san Lorenzo Martire. - Piovene Rocchette: santo Stefano martire. - Poiana Maggiore: Natività della Beata Vergine Maria. - Posina: santa Margherita di Antiochia. - Pove del Grappa: san Vigilio. - Pozzoleone: san Valentino. - Quinto Vicentino: san Martino di Tours. - Recoaro Terme: sant'Antonio abate. - Roana: santa Giustina di Padova. - Romano d'Ezzelino: Presentazione del Signore e Madonna di Monte Berico. - Rossano Veneto: Natività della Beata Vergine Maria. - Rosà: sant'Antonio abate. - Rotzo: santa Gertrude di Nivelles. - Salcedo: sant'Anna. - San Germano dei Berici: san Germano e Madonna di Monte Berico. - San Pietro Mussolino: san Pietro apostolo. - San Vito di Leguzzano: santi Vito, Modesto e Crescenzia. - Sandrigo: santa Maria. - Santorso: sant'Orso del Monte Summano. - Sarcedo: sant'Andrea Apostolo. - Sarego: Maria Ss. Assunta. - Schiavon: sant'Isidoro. - Schio: santi Pietro e Paolo. - Solagna: santa Giustina di Padova. - Sossano: san Teobaldo anacoreta. - Sovizzo: Maria Ss. Assunta. - Tezze sul Brenta: san Rocco. - Thiene: san Gaetano di Thiene. - Tonezza del Cimone: san Cristoforo. - Torrebelvicino: san Lorenzo martire. - Torri di Quartesolo: santi Gervasio e Protasio. - Trissino: sant'Andrea. - Valbrenta: Madonna del Carmine (Campolongo sul Brenta), san Marco evangelista (Cismon del Grappa), santi Nazario e Celso (San Nazario), sant'Antonio abate (Valstagna). - Valdagno: san Clemente. - Valdastico: san Michele Arcangelo. - Valli del Pasubio: santa Maria, Madre di Dio. - Velo d'Astico: sant'Antonio da Padova. - Villaga: san Michele Arcangelo. - Villaverla: san Domenico di Guzmán. - Zanè: santi Pietro e Paolo. - Zermeghedo: san Michele Arcangelo. - Zovencedo: san Nicola di Bari. - Zugliano: san Zenone vescovo. |